# Lunderskov-Esbjerg-banen
Lunderskov-Esbjerg-banen er jernbanen mellem Lunderskov og Esbjerg i Sydjylland. Den blev indviet den 3. oktober 1874 sammen med første del af den vestjyske længdebane til Varde.

## Historie
Vedtagelsen af banen skete ved lov af 24. april 1868 sammen med den vestjyske længdebane, Vendsysselbanen og Silkeborgbanen. På samme dato blev en lov om opførelse af Esbjerg Havn vedtaget. I 1909 blev banebroen over Snæum Å ødelagt af 3m stormflod.

## Strækningen
- Lunderskov Station (Lk), udgangspunkt på Fredericia-Vamdrup
- tidligere Andst Station (Ant), nedlagt som station i 1969. Stationsbygningen bevaret på Stationsvej 16.
- Vejen Station (Vn), tidligere forbindelse til TKVJ
- Brørup Station (Bp)
- Holsted Station (Hq)
- Gørding Station (Gø)
- Bramming Station (Bm), forbindelse med Bramming-Tønder-banen og Diagonalbanen til Grindsted (tidligere videre til Brande-Silkeborg-Randers)
- Tjæreborg Station (Tb), betjenes i dag kun af Arrivas tog Esbjerg-Tønder
- Jerne Station (Jne), ibrugtaget i 2020, betjenes kun af Arrivas tog Esbjerg-Tønder
- Esbjerg Station (Es), udgangpunkt for den vestjyske længdebane til Varde-Skjern-Holstebro

## Trafik
Fra januar 2003 betjenes strækningen Esbjerg-Bramming både af Arriva og DSB, mens strækningen Bramming-Lunderskov kun betjenes af DSB.

## Elektrificering
I kølvandet på forsinkelsen af leverancen af de skandaleombruste IC4 tog blev det flere gange gennem slut 00'erne og start 10'erne foreslået at elektrificere hovedbanen af det danske jernbanenet for dermed at kunne købe gennemprøvet standardmateriel til at afhjælpe den stigende mangel på togmateriel. Dette blev dog lige så mange gange afvist, eftersom en elektrificering af jernbanenettet ville kræve en samtidig immunisering af signalsystemet, som allerede var under udskiftning i hele landet til ERTMS 2. I denne sammenhæng var strækningen Esbjerg-Lunderskov interessant, fordi strækningen allerede i 1997 var blevet næsten helt immuniseret som forberedelse til en kommende elektrificering, lige inden elektrificeringsprogrammet blev stoppet. 7. februar 2012 blev partierne Socialdemokraterne, Det Radikale Venstre, SF, Venstre, DF, Liberal Alliance og Det konservative Folkeparti derfor enige om at elektrificere banen, så den stod klar til eltog ved udgangen af 2015. Hovedtanken bag elektrificeringen var, at det ville give mulighed for hurtigt at indkøbe 15 nye eldrevne togsæt, som kunne erstatte et tilsvarende antal IC3 togsæt. For yderligere at fremtidssikre banen blev det efterfølgende, 12. marts 2013, besluttet af samme forligskreds, at elektrificere banen med et kørestrømsanlæg dimensioneret til 200 km/t. Elektrificeringen blev senere udskudt til 2016 på grund af stordriftsfordele, da entreprenørerne derved kunne gå direkte fra denne strækning til de andre strækninger der skulle elektrificeres efterfølgende. Elektrificeringen blev indviet den 6. august 2017, men blev senere ramt af driftproblemer og totalstop for eltog, på grund af problemer med køreledningstypen Siemens Sicat SX. Efter en udskiftning af de fejlramte tovhjul blev banen atter åbnet for eldrift den 13. august 2018 .